# 노고산독재동추사필적암각문
노고산독재동추사필적암각문(老姑山篤才洞秋史筆蹟岩刻文)은 대한민국 경기도 양주시 장흥면 삼하리에 있는 조선시대의 암각문이다. 1987년 2월 12일 경기도의 기념물 제97호로 지정되었다.

## 개요
노고산 계곡의 자연 암반 9곳에는 조선 후기의 명필인 추사 김정희를 비롯한 여러 선비들의 글씨가 남아 있다. 그 중 '몽재(夢齋)'라는 글이 김정희 선생의 글씨로, 활달하고 거침없는 추사체의 특징을 잘 보여준다. '몽재'가 누구의 호인지는 알 수 없으며, 그 아래에 '갑자(甲子)·'경오(庚午)'·'무술(戊戌)'·'갑인(甲寅)'이라 새겨 놓은 간지도 무슨 의미인지 알 수 없다.
이 곳에는 추사의 글씨 외에도 허목, 이시선 등의 글씨도 남아있어, 자연을 벗삼아 풍류를 즐기던 옛 선비들의 자취를 느끼기에 충분하다.

## 같이 보기
- 김정희
- 허목

## 참고 문헌
- 노고산독재동추사필적암각문 - 국가유산청 국가유산포털